# Quadricalcarifera plebeja
Quadricalcarifera plebeja är en fjärilsart som beskrevs av Sergius G. Kiriakoff 1963. Quadricalcarifera plebeja ingår i släktet Quadricalcarifera och familjen tandspinnare. Inga underarter finns listade.